# Cattle Decapitation
Cattle Decapitation é uma banda norte-americana de death metal/grindcore, formada em 1996. Os membros atuais da banda são: Travis Ryan (vocal), Josh Elmore (guitarra), Belisario Dimuzio (guitarra), Olivier Pinard (baixo) e David McGraw (bateria). A banda lançou o sétimo álbum Death Atlas em novembro de 2019. O portal Loudwire o elegeu como um dos 50 melhores discos de metal de 2019.

## História
Formada em 1996, em San Diego, California, por David Astor (baixo; mais tarde bateria) e Gabe Serbian (bateria; mais tarde guitarra), ambos da banda Locust. Mais tarde entraram para o grupo Travis Ryan (vocais), futuramente Troy Oftedal (baixo) e Josh Elmore (guitarra), onde ambos entraram no segundo álbum To Serve Man. Em 2003, entra Michael Laughlin, no álbum Humanure.  A maioria dos temas das músicas são de humanos sujeitos em situações animais, por exemplo o abate, ou até mesmo em testes. No inicio todos os membros eram vegetarianos, atualmente somente Travis Ryan e Josh Elmore são os vegetarianos da banda, porém a temática sobre a crueldade animal prevalece.
Após o lançamento de The Harvest Floor, a banda tem apresentado guitarras mais melódicas e intervalos de vocais pesados e vocais mais líricos. No álbum The Anthropocene Extincion, a banda focou mais nessas novas mudanças. Apesar de ter sido classificada como deathgrind por muitos anos o vocalista Travis Ryan não identifica a banda como pertencente do gênero.
Uma das capas da banda foi parar na lista de "piores capas de álbuns de 2012", elaborada pelo MusicRadar.com.

## Integrantes
Atuais
- Travis Ryan – voz (1997–presente)
- Josh Elmore – guitarra (2001–presente)
- Dave McGraw – bateria (2007–presente)
- Olivier Pinard – baixo (2018–presente)
- Belisario Dimuzio - guitarra base (2018–presente)

Antigos
- Scott Miller – guitarra, vocal (1996)
- Gabe Serbian – bateria (1996), guitarra (1997–2001)
- Dave Astor (Pathology) – baixo (1996), bateria (1997–2003)
- J.R. "Kid Gnarly" Daniels – bateria (2006)
- Michael Laughlin (Creation Is Crucifixion) – bateria (2003–2006, 2007)
- Troy Oftedal – baixo (1998–2009)
- Derek Engemann – baixo (2010–2018)

Ao vivo
- Kevin Talley – bateria (2006)
- Michael Laughlin – bateria (2006)
- Rahsaan Davis – baixo (2009)
- Olivier Pinard – baixo (2013, 2018)
- Belisario Dimuzio - guitarra base (2015–2018), baixo (2018)
- Todd Stern - baixo (2018)
- Jim Parker - baixo (2018)
- Diego Soria - baixo (2018)

## Discografia
Observação: É disputado se Homovore e Human Jerky é ambos álbums, ou EPS, ou Human Jerky um EP e Homovore um álbum, e vice-versa. Por tanto, está listado como na Wikipedia em Inglês
Álbuns:
- To Serve Man (2002)
- Humanure (2004)
- Karma.Bloody.Karma (2006)
- The Harvest Floor (2009)
- Monolith Of Inhumanity (2012)
- The Anthropocene Extinction (2015)
- Medium Rarities (2018)
- Death Atlas (2019)
- Terrasite (2023)

EPs:
- Human Jerky (1999)
- Homovore (2000)
- ¡Decapitacion! (2000)